# La Muntanyeta (Torroella de Montgrí)
La Muntanyeta és un turó de 77,6 metres situat al municipi de Torroella de Montgrí, a la comarca catalana del Baix Empordà.